# Valmara 59
Valmara 59 — итальянская противопехотная выпрыгивающая осколочная мина кругового поражения.
Была разработана фирмой Valsella Meccanotecnica SpA. Своё происхождение ведёт от немецкой выпрыгивающей мины SMI-35 времён Второй мировой войны. Взрыватель срабатывает от нажима или «растяжки» (металлической проволоки, соединённой с центральным штырём на крышке мины). При срабатывании взрывателя воспламеняется пороховой замедлитель, который по запальной трубке поджигает вышибной заряд. Последний выбрасывает на высоту около 0,4 метра боевой снаряд мины. Поражение наносится готовыми убойными элементами (1000 шариков).